# Komsomolsk-Zapadnyj
Komsomolsk-Zapadnyj (ros. Комсомольск-Западный) – przystanek kolejowy w miejscowości Komsomolsk, w rejonie gwardiejskim, w obwodzie królewieckim, w Rosji. Położony jest na linii Czernyszewskoje – Królewiec.

## Historia
Dawniej stacja kolejowa. W okresie przynależności tych terenów do Niemiec nosiła nazwę Löwenhagen. Była wówczas stacją węzłową - rozpoczynała tu się linia do Węgorzewa. Przebudowana do przystanku w XXI w.